# Біломістне (Курська область)
Біломістне (рос. Беломестное) — присілок в Курському районі Курської області Російської Федерації.
Населення становить 44 особи. Входить до складу муніципального утворення Бесідинська сільрада.

## Історія
Населений пункт розташований на території українського етнічного та культурного краю Східна Слобожанщина.
Від 2004 року входить до складу муніципального утворення Бесідинська сільрада.

## Населення
| 2002 | 2010 |
| ---- | ---- |
| 43   | ↗44  |